# Mound (Minnesota)
Mound è una città degli Stati Uniti d'America, situata in Minnesota, nella Contea di Hennepin.